# Sindicato de Culinarias
El Sindicato de Culinarias fue una de las primeras organizaciones sindicales de mujeres en Bolivia. Estuvo activo desde su fundación en 1935 hasta su disolución en 1958. Formó parte de la Federación Obrera Femenina. 

## Historia
El sindicato fue fundado el 15 de agosto de 1935 en la ciudad de La Paz. El detonante para su creación fue un decreto municipal que anunciaba lo siguiente: 
Evitarse las infecciones en los tranvías.- Queda terminantemente prohibido permitir la subida a los coches con cualquier bulto voluminoso que pueda entrar en contacto con los demás pasajeros, así como las personas con muestras visibles de desaseo o cuyas ropas puedan contaminar a los demás pasajeros o despidan mal olor. Cualquier pasajero tendrá derecho a que los cobradores hagan salir del coche a tales personas.
El decreto se había hecho porque algunas señoras de clase alta habían denunciado que las canastas y las polleras de las cholas eran incómodas y antihigiénicas. Ya existía  segregación en el tranvía, porque las cholas solo podían acceder a los vagones más baratos. Con este decreto se pasaba, entonces, de la segregación a la prohibición, pues el tranvía era el único medio de transporte que las cholas tenían para trasladarse. 
Indignada ante este acto de discriminación, Petronila Infantes reunió en los mercados a otras cholas cocineras para manifestarse en contra de la nueva norma. Fue así como nació el Sindicato de Culinarias, que no solo logró que la norma fuera derogada, sino que también luchó para que los pasajes del transporte público no se elevaran.  
El sindicato también logró que en 1941 se inauguraran guarderías gratuitas para acoger a los niños en los horarios en los que sus madres trabajaban. Otra medida contra la que se opusieron fue la obligatoriedad de portar un "carnet de sanidad". Las señoras que las contrataban decían que este carnet era una garantía de que las cocineras no portaban enfermedades venéreas. Los chequeos médicos para acceder a este documento los pagaban las mujeres trabajadoras y los hacía la Policía de la Higiene, la cual a menudo realizaba cobros injustificados. 
Según el estudioso Huascar Rodríguez, autor del libro La choledad antiestatal: el anarcosindicalismo en el movimiento obrero boliviano, las cocineras bolivianas de esta época se reconocían como parte del proletariado. Además, como consecuencia de la Guerra del Chaco, muchas mujeres habían perdido a sus maridos y habían tenido que hacerse cargo económicamente de sus familias, por lo que tomaron mayor protagonismo en la sociedad.
Muchas de sus integrantes fueron perseguidas y acusadas de comunistas, pues la formación del Sindicato de Culinarias había incentivado la formación de otros sindicatos, como la Unión Femenina de Floristas. Además, le había dado un nuevo aire a la Federación Obrera Femenina, fundada en 1927.    
Finalmente, el Sindicato de Culinarias se extinguió a finales de los años 50, con la llegada al poder de René Barrientos.   

## Legado
Actualmente, el legado sindicalista de estas mujeres es continuado por muchos otros, como el de la Federación Nacional de Trabajadoras del Hogar de Bolivia o de las cooperativas de las mujeres bolivianas en la construcción.  